# Попов, Александр Фёдорович (математик)
Алекса́ндр Фёдорович Попо́в (17 [29] ноября 1815, Вятка — 31 декабря 1878  [12 января 1879], Казань) — российский математик, механик и физик. Член-корреспондент Петербургской Академии наук (1866).

## Биография
Родился 17 (29) ноября 1815 года в семье преподавателя, а затем директора Вятской гимназии, Фёдора Яковлевича Попова (1784—1840).
Учился в Вятской гимназии, где далеко не сразу пристрастился к математике. В 1835 году окончил физико-математический факультет Казанского университета. В 1843 году защитил магистерскую диссертацию на тему «Теория волнения каплеобразных жидкостей», а в 1845 году — докторскую диссертацию на тему «Об интегрировании дифференциальных уравнений гидродинамики, приведённых к линейному виду».
Ученик Н. И. Лобачевского, Попов сделался и его преемником, став в 1846 году профессором по кафедре чистой математики Казанского университета.
В 1866 году избран членом-корреспондентом Академии наук по математическому разряду.
Умер 31 декабря 1878 (12 января 1879) года в Казани.

## Научные работы
Гидростатика и гидродинамика — главный предмет занятий А. Ф. Попова. Его гидродинамические исследования в основном посвящены теории сопротивления, испытываемого твёрдым телом при движении в жидкой среде. Он занимался поиском поверхностей, обеспечивающих наименьшее сопротивление при движении такого тела.
Основные публикации А. Ф. Попова:
По гидростатике и гидродинамике:
- «Теория волнения каплеобразных жидкостей» (Казань, 1848),
- «О законах колебания жидкости в цилиндрических сосудах» («Учёные записки Казанского университета», 1850, I),
- «Об условиях движения жидкости, представляющей постоянный ток» (там же),
- «Об интегрировании системы уравнений, имеющих приложение к теории равновесия упругих и движения текущих тел» (там же, 1852, IV),
- «Новое решение задачи о волнах» (там же, 1852, IV),
- «Приложение теории волн к измерению потоков» (там же, 1853),
- «Решение задачи о волнах с высшим приближением» (там же, 1860),
- «Опыт теории постоянных волн» (там же, 1860),
- «Теория волн, происходящих от поступательного внешнего давления» (там же, 1867),
- «Об отражении отвесной жидкой струи на горизонтальной плоскости» (там же, 1871),
- «Исследование поверхности, которая представляет наименьшее сопротивление потоку жидкости» (там же, 1876),
- «О траекториях частичек, при перемещении жидкой массы» (там же, т. XI, кн. 2, 1867),
- «Теория отвесной жидкой струи» (там же, 1864—70),
- «Gesetze d. Schwing. von Flüssigk. in cylindr. Gefässen» («Erman’s Archiv für wissenscb. Kunde v. Russland», 1856),
- «Genauere theoret. Darstellung der Wellenbewegung» (там же, XIX, 1860),
- «Problème sur les ondes permanentes» «Journal des Mathématiques pures et appliquées de Liouville», III, 1858);

По физике:
- «Исследования, относящиеся к теории звука» («Учен. Зап. Каз. Унив.», 1848);
- «Общие уравнения равновесия электричества на данной поверхности проводника» (Казань, 1871),
- «Sur l’intégration des équations relatives aux petites vibrations d’un milieu élastique» («Bull. d. l. soc. d. Natur. d. Moscou», 1853),
- «Observations sur la théorie du son» («Journal de Liouville», 1850),
- «Einwürfe gegen d. Theorie d. Beweg, d. Elektric. im Innern d. Leiter» («Erman’s Archiv», XIII, 1854);

В области чистой математики:
- «О значении некоторых интегралов и сумм» («Учен. Зап. Казан. Унив.», 1851, IV),
- «Учение об определенных интегралах» (часть I, там же, 1863),
- «Основания вариационного исчисления» («Сборник статей, написанных профессорами Имп. Казанского университета по поводу пятидесятой годовщины его существования», 1866, т. I),
- «Précis d’une théorie de l’intégrale définie» («Bull. d. l. soc. d. Natur. d. Moscou», 1854, III),
- «Sur la valeur de l’intégral défini» («Bull. de la classe physomath. de l’Ас. de St.-Petersbourg», т. XV, 1857);

По истории математики:
- «Воспоминание о службе и трудах Н. Ив. Лобачевского» («Учен. Зап. Каз. Унив.», 1857),
- «Очерк развития арифметики» (Казань, 1873).